# Romeo und Julia (1936)
Romeo und Julia ist ein US-amerikanisches Filmdrama von George Cukor aus dem Jahr 1936 nach dem gleichnamigen Theaterstück von William Shakespeare.

## Handlung
Die Montagues und die Capulets, zwei einflussreiche Familien aus Verona, hassen einander. Romeo, Sohn der Montagues, stößt mit den Capulets zusammen und trifft dabei Julia, die Tochter der Capulets. Dabei verfallen beide in leidenschaftliche Liebe. Da ihre Familien dies verurteilen würden, heiraten sie heimlich. Romeo gerät in einen Kampf mit Tybalt, einen Neffen von Lady Capulet, und tötet diesen. Daraufhin wird er aus Verona verbannt. Lord Capulet, der nicht weiß, dass seine Tochter bereits verheiratet ist, hat den Plan, Julia mit Graf Paris zu verheirateten. Dies bringt Julia in eine ausweglose Situation und sie begibt sich zu dem mitfühlenden Mönch Laurence, der sie mit Romeo verheiratet hat. Er schlägt einen wagemutigen Plan vor, der jedoch mit dem Tod der beiden Liebenden endet.

## Hintergrund
Als Musik verwendete der Film die Fantasie-Ouvertüre Romeo und Julia von Pjotr Iljitsch Tschaikowski aus dem Jahr 1869.
Romeo und Julia war der letzte von Irving Thalberg vor seinem Tod produzierte Film. Die Uraufführung fand im Carthay Circke Theater in Los Angeles am 14. September 1936, dem Tag des Todes Thalbergs statt. Frank Whitbeck, der von der Premiere des Films im Radio berichtete, entschied sich keinen der Schauspieler live zu interviewen. Die Schauspieler waren so von Kummer ergriffen, dass Whitbeck befürchtete, dass sie in Weinkrämpfen zusammenbrechen würden und nannte daher nur ihre Namen beim Eintreffen.
Literarischer Berater des Films war der Professor für Anglistik, William Strunk, Jr. Thalberg warb Strunk zur Mitarbeit mit den Drehbuchautoren an, um sicherzustellen, dass das Drehbuch respektvoll mit der literarischen Quelle umgehen würde. Thalberg soll Strunk gesagt haben: „Ihre Aufgabe ist es Shakespeare vor uns zu schützen“ („Your job is to protect Shakespeare from us“).
Der Film beinhaltet den einzigen Film-Fechtkampf, den der begnadete Fechter Basil Rathbone in seiner gesamten schauspielerischen Karriere gewann. Rathbone übernahm die Rolle des Tybalt, obwohl er 1934 an der Seite von Katharine Cornell als Julia großen Erfolg als Romeo am Broadway feierte. Für die Duellszenen wurden für Howard, Barrymore und Rathbone spezielle rutschfeste Filzschuhe entworfen. Forschungen dieser Zeit ergaben, dass die Filzsohlen aus einem harzigen Material aus der römischen Provinz Scythia hergestellt wurden. Ein ähnliches Material wurde daraufhin von einem Apotheker hergestellt und die Sohlen für die Filmszenen auf den Pflastersteinen der öffentlichen Plätze pfleglich behandelt.
Eine unterzeichnete Kopie des Drehbuchs mit Unterschriften von 27 Darstellern wie Rathbone, Howard und Shearer und Mitarbeitern des Filmstabs wurden der Bücherei der University of Idaho 1939 von Drehbuchautor Jennings 1939 gestiftet.

## Besetzung und Besetzungsprobleme
Die von Leslie Howard gespielte Rolle des Romeo sollte ursprünglich John Gielgud übernehmen, der zuvor in einer Bühnenproduktion in London Triumphe zusammen mit Laurence Olivier feierte, mit dem er abwechselnd die Rollen des Romeo und Mercutio spielte. Nach ihm wurde die Rolle Romeos von Laurence Olivier, Fredric March, Robert Donat und Robert Montgomery abgelehnt. William Randolph Hearst versuchte MGM dazu zu drängen, die Rolle der Julia mit Marion Davies zu besetzen, ohne sich bei Thalberg mit seinem Verlangen durchsetzen zu können, der von Anfang an seine Ehefrau Norma Shearer in der Rolle sah.
Seitens der Kritiker wurde teilweise vorgetragen, dass der damals 43-jährige Howard und die 34-jährige Norma Shearer kaum die jugendlichen Liebhaber des Shakespeare-Stücks spielen könnten.
Die Rolle des Mercutio war die einzige vollständige Shakespeare-Rolle, die John Barrymore für einen Film gespielt hat. Andere Auftritte als Shakespeare-Darsteller von ihm waren bei einem Test für eine allerdings nicht umgesetzte Verfilmung von Hamlet, ein Monolog als Richard III. in dem Film The Show of Shows (1929) sowie eine Rolle als er selbst als überdrehter Shakespeare-Schauspieler in Playmates (1941).
Die Rolle als Julias Amme war Edna May Olivers einzige Rolle in einer Shakespeare-Verfilmung. Dafür lehnte sie das Angebot ab, ihre Bühnenrolle als „Parthy Ann Hawks“ in der Verfilmung von Show Boat zu übernehmen.

## Kinoauswertung
Die Produktionskosten eskalierten am Ende auf 1.960.000 US-Dollar und machten aus Romeo und Julia den bislang teuersten Tonfilm von MGM. An der Kinokasse erwies sich der Film als leidlich erfolgreich. Er spielte in den USA einen Betrag von 962.000 US-Dollar ein, zu denen weitere 1.113.000 US-Dollar von den Auslandsmärkten kamen. Bei einem kumulierten Gesamteinspielergebnis von 2.075.000 US-Dollar musste das Studio am Ende einen hohen Verlust von 922.000 US-Dollar verbuchen.
Die Stadt Verona, in welcher die Handlung stattfindet, profitierte deutlich von steigendem Tourismus. So ließ man extra Originalschauplätze wie den Balkon der Julia schaffen, welcher 1939 fertiggestellt wurde und heute als meist besuchte Sehenswürdigkeit der Stadt zählt.

## Auszeichnungen
Der Film ging mit vier Nominierungen in die Oscarverleihung 1937, gewann jedoch keinen der Preise:
- Bester Film
- beste Hauptdarstellerin – Norma Shearer
- bester Nebendarsteller – Basil Rathbone
- beste Szenenbild – Cedric Gibbons, Fredric Hope und Edwin B. Willis